# 11374 Briantaylor
11374 Briantaylor eller 1998 QU60 är en asteroid i huvudbältet som upptäcktes den 23 augusti 1998 av LONEOS vid Anderson Mesa Station. Den är uppkallad efter astronomen Brian W. Taylor.